# San Mateo (Guatemala)
San Mateo è un comune del Guatemala facente parte del dipartimento di Quetzaltenango.